# Marcel Carton
Pour les articles homonymes, voir Carton.
Marcel Carton, né le 22 juin 1923 à Lattaquié en Syrie et mort le 27 février 2014  à Nice, est un diplomate français, otage au Liban entre 1985 et 1988.

## Biographie
Le père de Marcel Carton, Noël Carton, était militaire de carrière. Sa mère Sophie Sultan était Syrienne.
Élevé à Beyrouth, Marcel Carton fait ses études chez les frères des écoles chrétiennes. À la mort de leur père, Marcel et son frère Paul s’installent définitivement au Liban, avec leur mère. Marcel épouse à son tour une Libanaise, Denise.
Après ses études en août 1944, il s’engage dans la Résistance dans le maquis de l’Indre et participe aux combats sur le Front de l’Atlantique à Saint-Nazaire jusqu’en août 1945. Il rentre ensuite au Liban et commence à travailler à la légation de France au Liban, dirigée par l’ambassadeur Armand de Blanquet du Chayla.
De 1949 à 1968, il travaille au consulat de France à Beyrouth, puis jusqu'en 1985 à l’ambassade de France, rue Clemenceau.
Il est enlevé le 22 mars 1985 en compagnie de Marcel Fontaine, et libéré le 5 mai 1988 en même temps que Jean-Paul Kauffmann. Il a subi 1 138 jours de captivité, mais indique avoir toujours gardé espoir.
Il meurt en 2014 à Nice, où il s'était installé après sa libération, à l'âge de 90 ans.

## Distinctions
- Officier de l'ordre national du Cèdre
- Officier de la Légion d'honneur
- Officier de l'ordre national du Mérite